# Балка Орлова
Ба́лка Орло́ва — ботанічний заказник місцевого значення в Україні. Об'єкт природно-заповідного фонду Дніпропетровської області. 
Розташований у межах Дніпровського району Дніпропетровської області, на схід від села Василівка. 
Площа 9,4 га. Статус надано згідно з рішенням облвиконкому від 09.10.1979 № 568. Перебуває у віданні навчально-дослідного господарства «Самарський».
Статус надано для збереження місць зростання багатьох видів степових трав та чагарників. На дні балки зростає невеликий гайок з заростями терну, шипшини, вишні степової. 